# Bibeleskäs

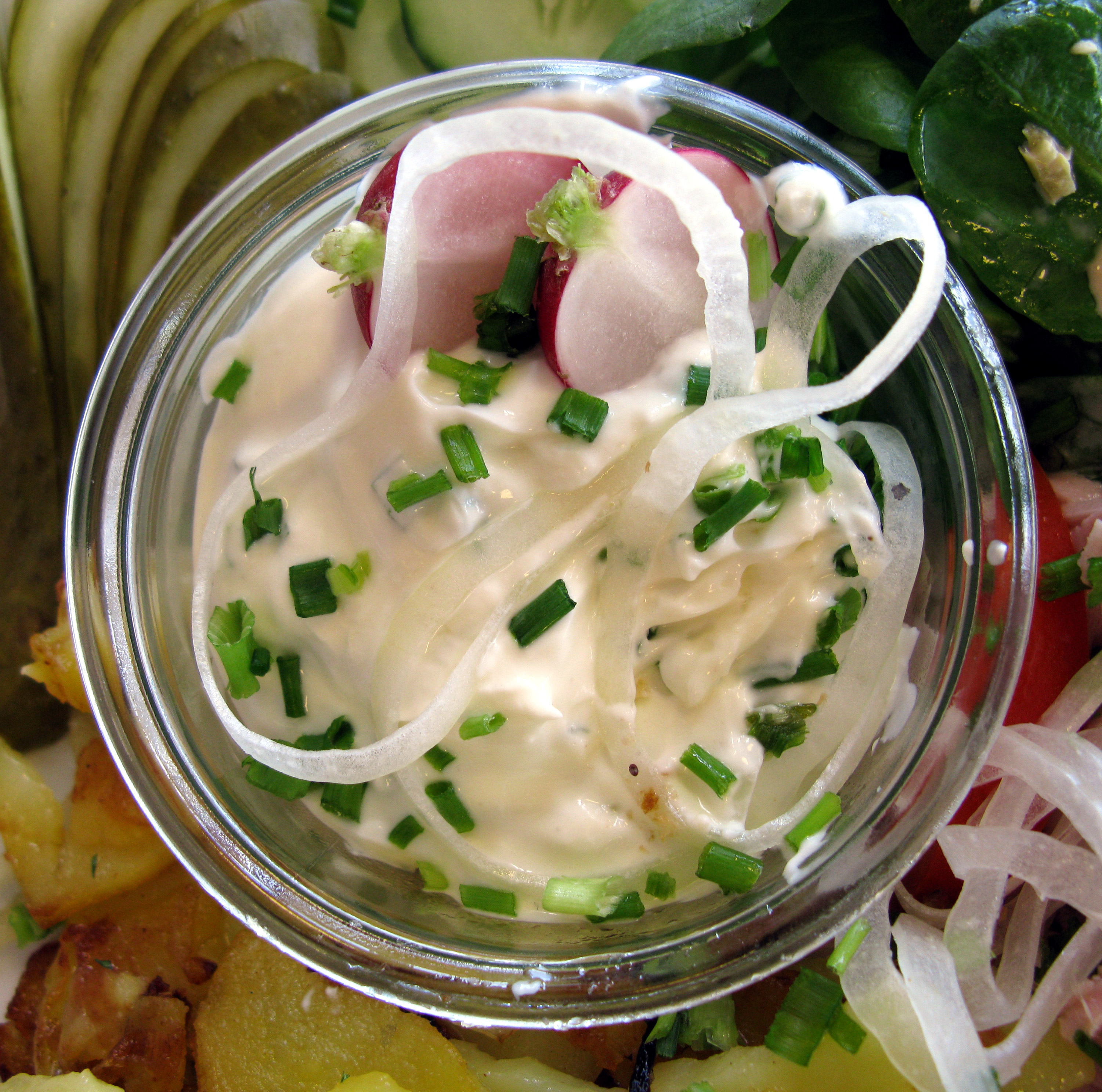
Bibbeliskäs

Bibeleskäs (auch Bibeliskäs, Bibbeliskäs, regional Bibbeleskäs; in Nordbaden und der (Kur-)Pfalz weißer Käs; in Württemberg Luggeleskäs) ist eine alemannische Bezeichnung für Quark. Zubereitet mit Kräutern ist Bibbeliskäs eine regionale kulinarische Spezialität, die in Baden sowie im benachbarten Elsass weite Verbreitung findet.

## Herkunft
Die Herkunft der Bezeichnung Bibbeliskäs kann nicht abschließend geklärt werden. Bibbeli ist ein alemannisches Wort für Knubbel; die Oberfläche von Bibbeliskäs zeigt traditionell Knubbel als Abdruck der Löcher im Quarksieb (Käsnapf).
Im Alemannischen, zu dem auch das Schwäbische gehört, sind „Bibbele“ aber ebenfalls Hühnerküken – „Bibbeliskäs“ solle also dem Namen nach den Küken generell als zusätzliches Futter verabreicht worden sein, was allerdings, von wenigen tatsächlichen Ausnahmen abgesehen, in dieser Pauschalität angezweifelt wird. Das alemannische Wort „Bibele“ oder „Biwele“ ist gleich dem oberfränkischen „Ziwala“, wie es im Fichtelgebirge gesprochen wird und bedeutet dort wiederum „Gänseküken“. Diese wurden jedenfalls noch in den 1950er Jahren mit einer Art Quark, dem „Ziewalaskäs“ gefüttert, der aber in der Hungersnot der Nachkriegszeit zum größten Teil von den Menschen selbst verzehrt wurde.

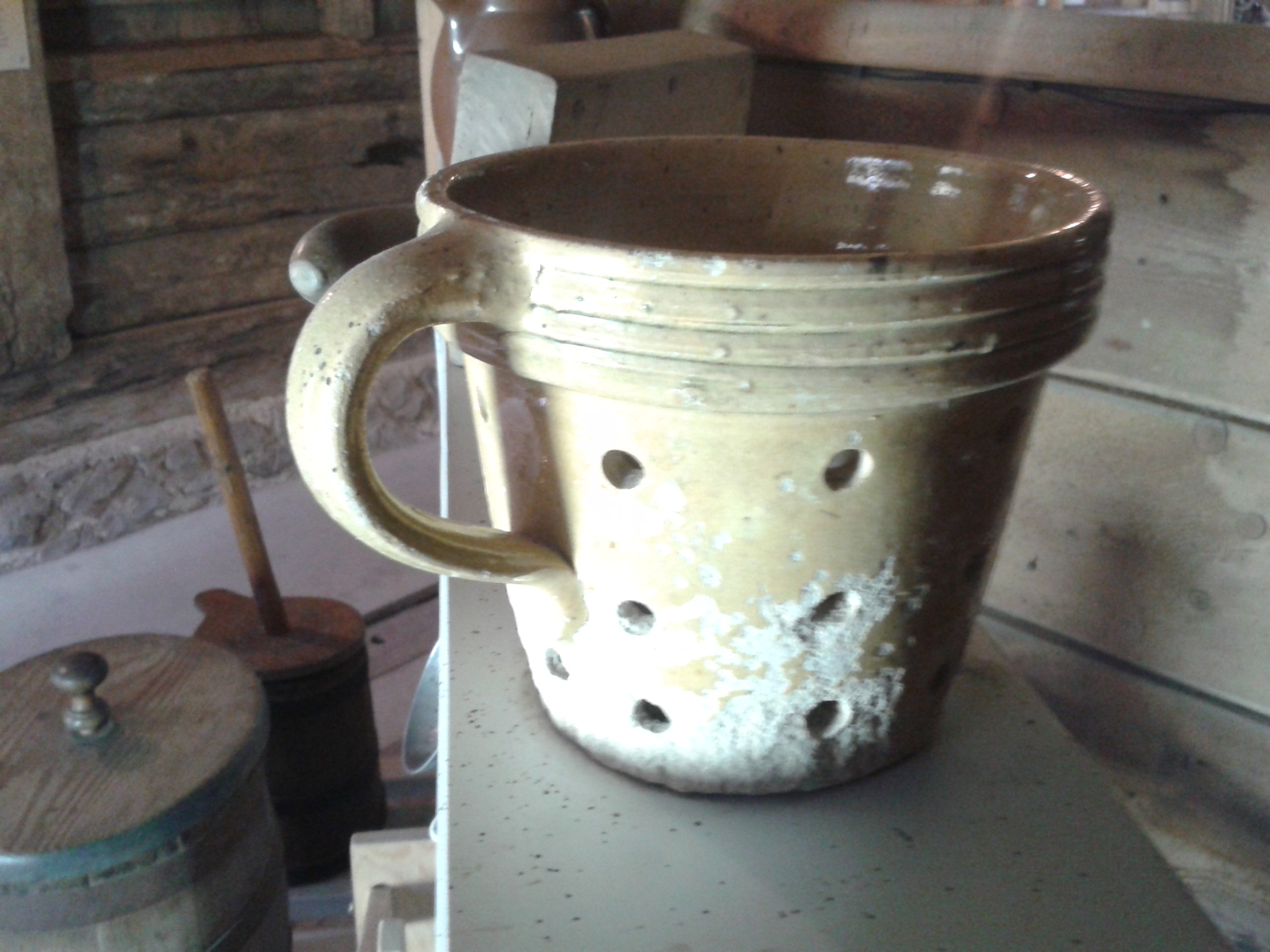
Käsnapf zur Herstellung von Bibbeliskäs, ausgestellt im Schwarzwälder Freilichtmuseum Vogtsbauernhof

## Zubereitung
Bibbeliskäs als kulinarische Spezialität wird heutzutage aus Speisequark zubereitet, der mit unterschiedlichen Kräutern versetzt wird. Ursprünglich war die Grundlage für Bibbeliskäs der von den Bauern selbst hergestellte, relativ trockene und etwas bröselige Weißkäse aus saurer Milch (z. B. „Hofsgrunder Käsle“). Dieser wird in Deutschland kaum noch angeboten. In Österreich gibt es ihn noch als Bröseltopfen zu kaufen. Die weitere Zusammensetzung des Bibbeliskäs ist regional verschieden und variiert je nach individuellem Gusto. Meist werden dem Bibbeliskäs frischer Schnittlauch, Salz und Pfeffer sowie etwas Milch und Rahm zugefügt, gelegentlich können auch fein geschnittene Zwiebeln, Schalotten oder gepresster Knoblauch hinzukommen.

## Gerichte
Bibbeliskäs wird besonders zu Kartoffeln in unterschiedlicher Form wie gekochten oder gebackenen Kartoffeln, Pellkartoffeln, Bratkartoffeln oder Rösti bzw. zu frischem Bauernbrot gereicht und gilt als ebenso einfaches wie wohlschmeckendes Gericht. Aufgrund der preisgünstigen Zutaten ist Bibbeliskäs eine typische Speise der „kleinen Leute“.

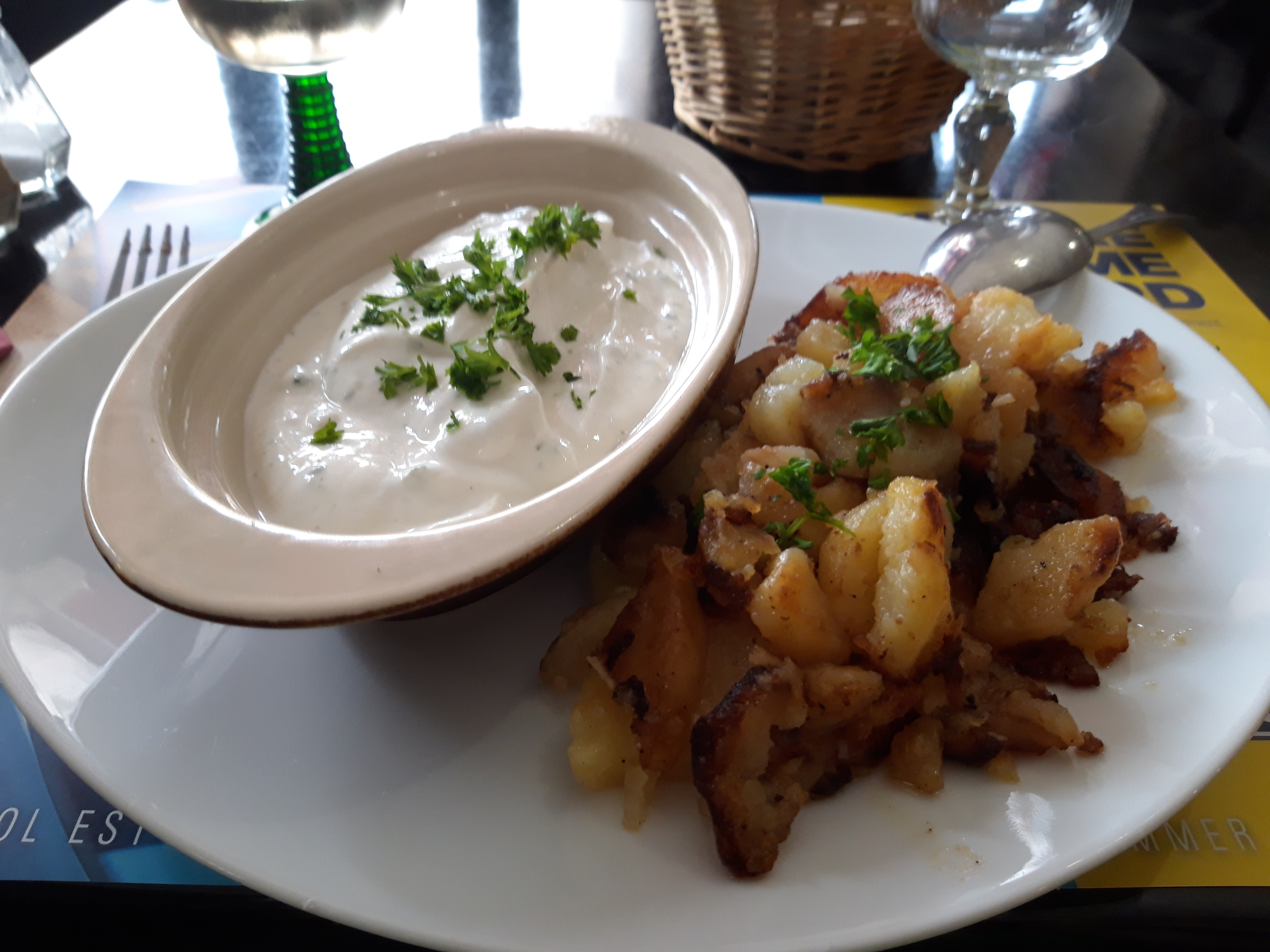
Bibeleskäs mit Bratkartoffeln
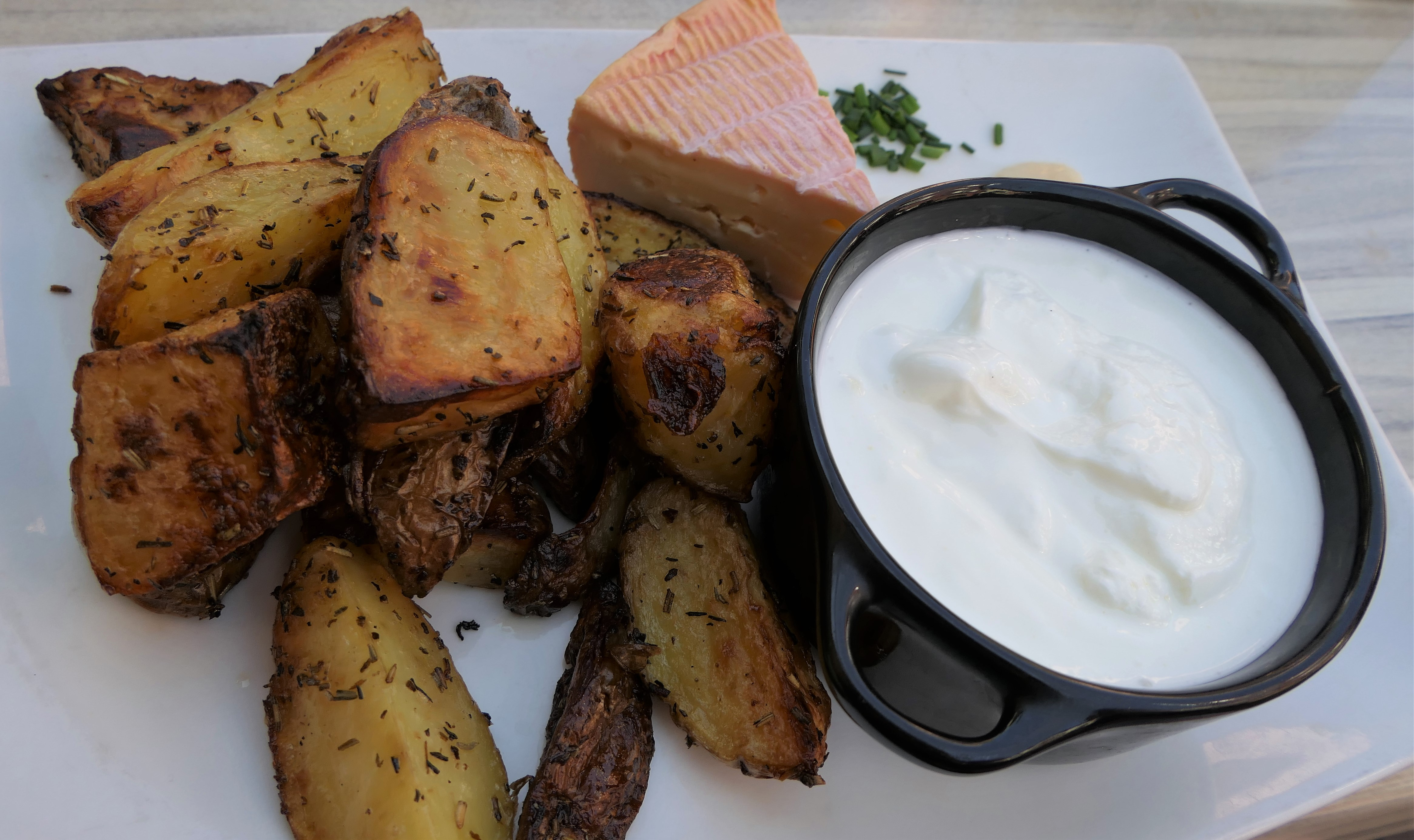
Bibeleskäs mit gebackenen Kartoffeln
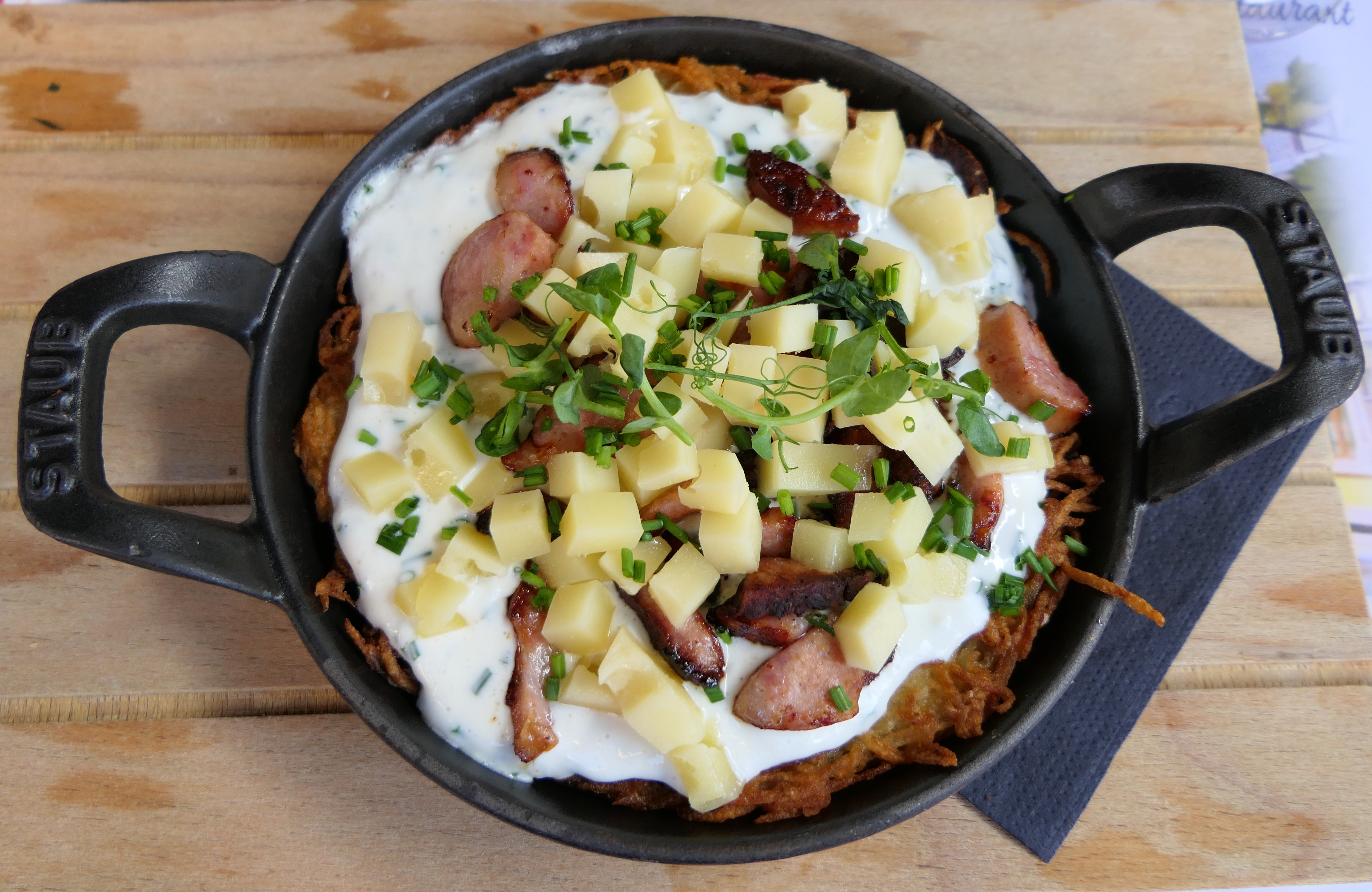
Bibeleskäs auf Rösti

Bibbeliskäs wird häufig in der warmen Jahreszeit angeboten, da es sich um ein fettarmes, dafür aber eiweiß- und kohlenhydrathaltiges Lebensmittel mit einem wohltuend erfrischenden Charakter handelt.